# Métamorph
Métamorph (メタモン, Metamon, dans les versions originales en japonais) est une espèce de Pokémon de première génération. Son nom vient du préfixe méta signifiant « avec, à côté de » ou « au-delà »,et du grec morphê qui signifie « forme, structure ». Morphing est sa seule attaque possible, ce qui lui permet alors de prendre la forme du pokémon adverse.

## Création

### Étymologie
Son nom en français est un homophone de « métamorphe », soulignant l'attribut premier de ce Pokémon à se transformer en modifiant son apparence (par mimétisme dans son cas).

## Description
Métamorph est un Pokémon très spécial, dans la mesure où il n'a pas d'attaque. En fait, sa structure moléculaire est capable de se modifier en copiant celle des autres, permettant ainsi à Métamorph de se métamorphoser en ses adversaires. Comme cela, il peut utiliser n'importe quelle attaque du Pokémon en lequel il est métamorphosé. De plus, Métamorph est de couleur violette et de couleur bleue quand il est brillant (ou shiny). Cependant, les attaques copiées quand il utilise Morphing sont limitées dans l'anime par les connaissances de son dresseur : il ne choisit jamais directement ses attaques par lui-même, et sa palette d'attaque s'agrandit au fur et à mesure que son dresseur a de plus en plus de connaissances sur les Pokémons.

## Apparition

### Jeux vidéo
Métamorph apparaît dans la série Pokémon. D'abord en japonais, puis traduits en plusieurs autres langues, ces jeux ont été vendus à près de 200 millions d'exemplaires à travers le monde.
- Dans seulement Pokémon Cristal, au lancement du jeu, Métamorph se transforme en logo de Game Freak.
- Dans Pokémon Snap, à l'intérieur de la caverne, ils sont sous la forme de Bulbizarre, il faut leur lancer des Agass Ball pour qu'ils reprennent leur forme initiale[3].
- Dans toutes les versions de jeu de rôle, excepté Pokémon Rouge, Bleu, Vert et Jaune, en mettant un Métamorph et un autre Pokémon dans la pension, ce dernier pourra pondre un œuf à condition que ce dernier ne soit pas dans la catégorie des Pokémon sans œufs[4].

Métamorph est également présente sous forme de Poké Ball dans le jeu Super Smash Bros. Melee, un jeu de combat mettant en scène différents personnages de Nintendo. Supprimée du jeu lors de sa parution, elle est néanmoins mentionnée dans le guide stratégique officielle et il est possible de le faire apparaître à l'aide d'un Action replay.
Dans Super Smash Bros. Melee, il devait normalement sortir aléatoirement des Poké Balls qui apparaissent sur le terrain, mais il a été supprimé du jeu et est seulement disponible par action replay.

### Série télévisée et films
La série télévisée Pokémon ainsi que les films sont des aventures séparées de la plupart des autres versions de Pokémon et mettent en scène Sacha en tant que personnage principal. Sacha et ses compagnons voyagent à travers le monde Pokémon en combattant d'autres dresseurs Pokémon. Métamorph apparait dans l'épisode avec la dresseuse et coordinatrice Duplica où il n'arrive pas à changer son visage de forme, il restait avec de petits yeux de Métamorph. C'est seulement grâce aux menaces de la Team Rocket que le Métamorph de Duplica arriva à changer de visage. On retrouve un Métamorph dans la seconde saison sur les Îles Oranges, un dresseur de l'île en a un qu'il fait combattre contre le Pikachu de Sacha.

## Réception
Certains fans avancent que Métamorph serait une tentative de clonage de Mew qui aurait échoué. Les deux Pokémon ont la même taille et le même poids, la même couleur (en normal et en chromatique) et peuvent tous les deux muter en un autre Pokémon existant. De plus, il est possible d'en trouver dans Pokémon Rouge et Bleu dans la salle du manoir Pokémon où il est possible de lire les journaux de la team rocket sur les expériences pour créer Mewtwo.